# Socialsekreterare
Socialsekreterare är ett yrke inom kommunal sektor i Sverige. Behörighetskravet är oftast en socionomexamen.
Socialsekreterare kan arbeta med en mängd olika områden inom socialtjänsten, till exempel barn och ungdomar, ekonomiskt bistånd och vuxna missbrukare. Arbetet styrs av bland annat av socialtjänstlagen. Andra lagrum som också används på en socialförvaltning är LVM (Lagen om vård av missbrukare i vissa fall) samt LVU (Lag om vård av unga).
Vid de centrala löneförhandlingarna 1980 rensas assistentbegreppet ut ur yrkesnomenklaturen och ersätts med ”sekreterare”. Socialassistenterna får yrkestiteln socialsekreterare och placeras högre på löneskalan.